# Beverly McDonald
Beverly McDonald (* 15. Februar 1970 in Saint Mary) ist eine ehemalige jamaikanische Sprinterin.
Die Mehrzahl ihrer internationalen Medaillen gewann sie als Mitglied der jamaikanischen 4-mal-100-Meter-Staffel. Zu ihren größten Erfolgen zählen die Goldmedaille bei den Olympischen Spielen 2004 in Athen und der Titelgewinn bei den Leichtathletik-Weltmeisterschaften 1991 in Tokio. Darüber hinaus gewann sie mit der Staffel die Silbermedaille bei den Olympischen Spielen 2000 in Sydney und bei den Weltmeisterschaften 1995 und 1997 sowie die Bronzemedaille bei den Weltmeisterschaften 1999 und 2001.
Insgesamt nahm sie an drei Olympischen Spielen und sieben Weltmeisterschaften teil. Als Einzelstarterin gewann sie bei den Leichtathletik-Weltmeisterschaften 1999 in Sevilla die Silbermedaille über 200 Meter. Bei den Olympischen Spielen 2000 in Sydney wurde sie über die 200 Meter zunächst Vierte. Nachdem der Erstplatzierten Marion Jones jedoch ihre Medaille nachträglich aberkannt wurde, sprach man McDonald die Bronzemedaille zu. Auf derselben Distanz wurde sie Fünfte bei den Leichtathletik-Weltmeisterschaften 2003 in Paris.
Außerdem siegte sie bei den Zentralamerika- und Karibikspielen 1998 in Maracaibo über 100 Meter und wurde insgesamt fünfmal Jamaikanische Meisterin, davon viermal über 200 Meter (1998–2000, 2002) und einmal über 100 Meter (1998). 1999 wurde sie zu Jamaikas Sportlerin des Jahres gewählt.
Ihr jüngerer Bruder Michael McDonald ist ebenfalls ein erfolgreicher Leichtathlet.

## Persönliche Bestzeiten
- 100 m: 10,99 s, 7. Mai 1998, Doha
- 200 m: 22,22 s, 27. August 1999, Sevilla